# Arquitectura de Documentos Clínicos
La Arquitectura de Documentos Clínicos (CDA) HL7 es un estándar de marcado XML que pretende especificar la codificación, estructura y semántica de documentos clínicos para intercambio entre sistemas informáticos. En noviembre de 2000 HL7 publicó la versión 1.0. La versión 2.0 fue publicada en 2005

## Contenido
CDA especifica la sintaxis y suministra un marco para especificar el contenido semántico de un documento clínico, está definido por seis características:
1. La persistencia
2. Administración
3. Potencial para la autenticación
4. Contexto
5. Plenitud
6. Legibilidad humana

CDA puede soportar cualquier clase de información clínica que pueda ser incluida en el registro médico de un paciente; los ejemplos incluyen:
- Resumen de alta (siguiente cuidado hospitalario)
- La anamnesis y la exploración física
- Informes de especialista, como aquellos para médicos imaginología o patología

Un elemento de XML en un CDA soporte texto no estructurado, así como enlaces documentos compuestos codificados en pdf, docx, o rtf, así como formatos de imagen como jpg y png.
Fue desarrollado utilizando el Marco de Desarrollo HL7 (HL7 Development Framework) y  está basado en el Modelo de Referencia de Información (RIM) y los Tipos de Datos el HL7 Versión 3.[cita requerida]
El CDA especifica que el contenido del documento consta de una parte textual obligatoria (la cual asegura interpretación humana de los contenidos de documento) y partes estructuradas opcionales (para procesamiento de software). La parte estructurada utiliza sistemas de codificación (como de SNOMED y LOINC) para representar conceptos.

## Transporte
El estándar CDA no especifica cómo los documentos tendrían que ser transportados. Los documentos CDA  pueden ser transportados utilizando  mensajes HL7 versión 2,  mensajes HL7 versión 3, protocolos IHE como XDS, así como por otros mecanismos que incluyen: DICOM, MIME adjuntos en email, http o ftp.

## Adopción y certificación estándares
El estándar está certificado por ANSI.
CDA Release 2 ha sido adoptado como un estándar de ISO, ISO/HL7 27932:2009.

## País-implementaciones concretas

### Australia
Australia es Personally Controlled Electronic Health Record (PCEHR), también conocido como "My Health Record," utiliza una implementación especializada de HL7 CDA Release 2.

### Reino Unido
En el Reino Unido el Kit de Herramientas para la  Interoperabilidad (ITK) utiliza el 'CDA R2 de HL7 V3 - para perfiles CDA' para el paquete de Correspondencia.

### Estados Unidos
En los EE. UU. el estándar CDA que probablemente  más sabido como la base para la Continuidad de Documento de Cuidado (CCD) especificación, basado en el modelo de dato cuando especificado por ASTM Continuidad de Preocuparse Récord. Los EE. UU. Healthcare Tablero de Estándares de Tecnología de Información ha seleccionado el CCD cuando uno de sus estándares.[cita requerida]